# Иоанн (Рубин)
Игу́мен Иоанн (в миру Максим Николаевич Рубин; 30 мая 1977, Москва) — священнослужитель Русской православной церкви, игумен, кандидат богословия. Заместитель председателя Синодального отдела религиозного образования и катехизации. Бывший ректор Николо-Угрешской духовной семинарии (2010—2020).

## Биография
Родился 30 мая 1977 года в городе Москве, в семье служащих.
В 1992 году по окончании 9 классов средней школы поступил в Московский колледж архитектуры и строительных искусств, который окончил в 1996 году.
С 1993 года проходил послушание алтарника при храме апостолов Петра и Павла в Лефортове.
В 1996 году поступил послушником в Николо-Угрешский ставропигиальный мужской монастырь.
4 января 1997 года был пострижен в иночество, 13 апреля того же года был рукоположен во диакона, а 14 марта 1998 года — пострижен в монашество.
С 1997 по 2004 год обучался на заочном секторе Московской духовной семинарии и академии.
В 1998 году был утверждён в должности ризничего Николо-Угрешского монастыря. С того же года преподавал в Николо-Угрешской духовной семинарии.
19 января 1999 года в Богоявленском кафедральном соборе Патриарх Алексий II рукоположил его в сан иеромонаха.
В конце того же года поехал духовно окормлять раненых солдат, которые прибыли из Чечни в том момент. По собственному признанию, «Это была очень тяжёлая война, происходившая в Чечне. И нас попросили, действительно, помочь. Потому что приезжало много раненных и покалеченных ребят, которые нуждались в реабилитации. Я поехал, молодой священник… Понимаете, принять священный сан и понять, что такое священство — это разные вещи. Вот я понял, что такое священство, в госпитале. <…> При том, что я уже был рукоположен, я служил, я знал, как это делается, я проповедовал, но глубоко понял, что значит быть священником, именно столкнувшись с людским горем».
В 2001 году был утверждён в должности проректора Николо-Угрешской духовной семинарии.
В 2004 году был возведён в сан игумена.
24 декабря 2010 года Священным Синодом РПЦ назначен ректором Николо-Угрешской духовной семинарии.
В 2013 году в Московской Духовной Академии защитил диссертацию на соискание ученой степени кандидат богословия на тему: «Николо-Угрешский монастырь. Опыт церковно-археологического исследования». 16 июня 2013 года на торжественном выпускном акте выступил с благодарственной речью от лица выпускников сектора заочного обучения.
22 октября 2015 года решением Священного Синода переназначен ректором Николо-Угрешской духовной семинарии на пятилетний срок.
В 2016 году окончил Московский социально-гуманитарный институт.
16 июля 2020 года освобождён от должности ректора Николо-Угрешской духовной семинарии.
25 августа 2022 года решением Священного Синода РПЦ назначен заместителем председателя Синодального отдела религиозного образования и катехизации.
29 декабря 2022 года решением Священного Синода РПЦ включён в состав Издательского Совета Русской православной церкви.

## Публикации
- Духовная школа на Угреше // Угрешский вестник. Журнал Николо-Угрешского ставропигиального монастыря. 2006. — № 1. — С. 58-60.
- История Никольского собора Николо-Угрешского монастыря в свете новейших исследований // История Угреши. Историко-краеведческий альманах. Вып. 1 / Сост. Егорова Е. Н. — М., 2010. — С. 28-39.
- К вопросу об истории некрополя Николо-Угрешского монастыря // Историко-культурное наследие Николо-Угрешского монастыря / Научная конференция 20 ноября 2010 г. — Дзержинский: Николо-Угрешский мон., 2010. — С. 10-17.
- Архитектор А. С. Каминский и Спасо-Преображенский собор Николо-Угрешского монастыря // Архитектор А. С. Каминский и церковная архитектура XIX века / Сборник трудов научной конференции 20 марта 2011 г. / Николо-Угрешская православная духовная семинария; Московский архитектурный институт; Главное архивное управление города Москвы. — Дзержинский, 2011. — С. 8-15.
- Формирование культурного наследия Николо-Угрешского монастыря в историческом контексте // Угрешский сборник. Труды преподавателей Николо-Угрешской православной духовной семинарии. Вып. 1. — Дзержинский, 2011. — С. 9-27.
- Древние башни Николо-Угрешского монастыря // Историко-культурное наследие Николо-Угрешского монастыря: К 400-летию сбора Первого народного ополчения (под руководством Прокопия Ляпунова и Ивана Заруцкого) у стен Николо-Угрешского монастыря / Труды II церковно-научной конференции / Николо-Угрешский монастырь; Николо-Угрешская православная духовная семинария; Московский государственный объединенный музей-заповедник. Николо-Угрешская православная духовная семинария, 2011. — С. 22-35.
- Строения архитектора А. С. Каминского в Николо-Угрешском монастыре // Образы времени в архитектуре второй половины XIX века. Архитектор А. С. Каминский (1829—1897): К 180-летию со дня рождения / Сборник трудов научной конференции 20-22 января 2011 г. / Государственный исторический музей; Главное архивное управление города Москвы; Департамент культурного наследия города Москвы. — М., 2012. — С. 178—185.
- Богослужебные традиции Николо-Угрешского монастыря во 2-й половине XIX века // Угрешский сборник. Труды преподавателей Николо-Угрешской православной духовной семинарии. Вып. 2. — М., 2012. — С. 54-65.
- История колокольни с храмом Усекновения главы Иоанна Предтечи Николо-Угрешского монастыря // Историко-культурное наследие Николо-Угрешского монастыря. К 400-летию Дома Романовых. — М., 2013. — С. 59-77.
- О прошлом, настоящем и будущем семинарии // Угрешский сборник. Труды преподавателей Николо-Угрешской православной духовной семинарии. Вып. 3. — М.: ООО «Издательство ПЕНАТЫ и КНИГА», 2013. — С. 15-21.
- Обзор письменных источников и литературы по истории Николо-Угрешского монастыря // Угрешский сборник. Труды преподавателей Николо-Угрешской православной духовной семинарии. Вып. 3. — М., 2013. — С. 145—160.
- Благодарственное слово выпускника Сектора заочного обучения МДА // mpda.ru, 18 июня 2013
- Николо-Угрешский монастырь: начало пути // Русский исторический сборник. Вып. 7. — М.: ООО «Киммерийский центр», 2014. — С. 9-16.
- Николо-Угрешская духовная семинария и её святые покровители // Угрешский сборник. Труды преподавателей Николо-Угрешской православной духовной семинарии. Вып. 4. — М.: ООО «Издательство ПЕНАТЫ и КНИГА», 2014. — С. 15-27.
- Угрешский настоятель XVI века игумен Пимен Садыков и традиции книгописания // Историко-культурное наследие Николо-Угрешского монастыря. К 400-летию Дома Романовых. — М., 2014. — С. 41-45.
- Древнерусский книжник Пимен Садыков, игумен Николо-Угрешского монастыря // Преподобный Иосиф Волоцкий и его обитель. Сб. статей. Вып. 3. — М., 2015. — С. 197—200.
- Московская модель взаимодействия Русской Православной Церкви с государственной системой образования в части оказания помощи учителям ОРКСЭ // Массовые коммуникации на современном этапе развития мировой цивилизации. Материалы Всероссийской межвузовской научной конференции с международным участием. Красково: Гуманитарно-социальный институт, 2015. — С. 13-20.
- К 150-летию зарождения образования в Угреше // Теоретико-методологические и прикладные аспекты социальных институтов права, экономики, управления и образования. Материалы Всероссийской научной конференции с международным участием. Гуманитарно-социальный институт. 2016. — С. 327—331.
- Российская духовная миссия в Японии и Афон // Угрешский сборник. Труды преподавателей и магистрантов Николо-Угрешской православной духовной семинарии. Вып. 6. — М.: ООО «Издательство ПЕНАТЫ и КНИГА», 2017. — С. 38-46.
- Российская духовная миссия в Японии и Восточные Православные Церкви // Угрешский сборник. Труды преподавателей и магистрантов Николо-Угрешской православной духовной семинарии. Вып. 7. — М.: ООО «Издательство ПЕНАТЫ и КНИГА», 2017. — С. 76-88.
- Теория и практика тюремного служения в образовательной программе духовной школы: из опыта Николо-Угрешской семинарии // Угрешский сборник. Труды преподавателей и магистрантов Николо-Угрешской православной духовной семинарии. Вып. 8. — М.: ООО «Издательство ПЕНАТЫ и КНИГА», 2017. — С. 46-52
- Духовное наследие равноапостольного Николая Японского // Угрешский сборник. Труды преподавателей и магистрантов Николо-Угрешской православной духовной семинарии. Вып. 9. М.: ООО «Издательство ПЕНАТЫ И КНИГА», 2018. — 236 с. — C. 33-47

книги и отдельные издания
- Святая Угреша: К 625-летию основания Свято-Никольского Угрешского монастыря / Под ред. Епископа Люберецкого Вениамина. Сост. С. В. Перевезенцев, игумен Иоанн (Рубин). М.: Николо-Угрешский монастырь; АНО РИД «Роман-газета XXI век», 2005. — 304 с., илл. (в соавторстве с: Перевезенцев С. В., Перфильева Л. А.)
- Дом Святителя Николая. — Москва : Пенаты, 2009. — 32 с. — (Храмы Николо-Угрешского монастыря). — ISBN 978-5-900022-09-3
- Церковь Успения Пресвятой Богородицы / Серия «Храмы Николо-Угрешского монастыря». Издательство Николо-Угрешского монастыря, б/д. — 32 с.
- Николо-Угрешский монастырь: опыт церковно-археологического исследования / Автореферат диссертации на соискание ученой степени кандидата богословия. Сергиев Посад, 2013.
- Дом Святителя Николая. Николо-Угрешский монастырь: церковно-археологическое исследование. — М.: «Индрик», 2015. — 224 с.